# Scalpellum novaezelandiae
Scalpellum novaezelandiae is een rankpootkreeftensoort uit de familie van de Scalpellidae.